# Río Guayas (Équateur)
Pour les articles homonymes, voir Río Guayas.
Le Río Guayas est un fleuve de l'ouest de l'Équateur qui coule dans la province du Guayas, à laquelle il donne son nom. Il se jette dans l'Océan Pacifique. Guayaquil, capitale économique du pays, se trouve sur son cours.

## Géographie

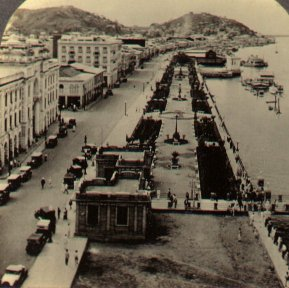
Le Rio Guayas à Guayaquil dans les années 1920.

### Cours
Une des sources du Guayas se trouve dans les Andes, au pied du volcan Chimborazo. Les armoiries de l'Équateur comportent une image du Guayas descendant du volcan.  Guayas est le nom du cours inférieur du fleuve, qui commence au confluent de la Daule à l'ouest et de la Babahoyo à l'est, entre Guayaquil et Durán, dans la province du Guayas. Le Guayas coule alors autour de l'île Santay. De la confluence à son delta, à 60 km de là, il longe les cantons de Guayaquil et de Durán, et celui de Naranjal juste avant le delta.

### Delta
Le Guayas forme un delta très complexe. Sa caractéristique la plus importante est un défluent, l'Estero Salado, entouré de marais et affecté par les marées. Le Guayas et l'Estero Salado sont séparés par un labyrinthe d'îles, dont certaines ont été transformées en bidonvilles. La Cobina connecte l'Estero Salado avec le fleuve.

Le cours principal du Guayas est sensible aux marées et possède un petit groupe d'îles ; la plus grande est Mondragón. Le fleuve se jette ensuite dans le golfe de Guayaquil, dépendant de l'Océan Pacifique. Son influence est observable à l'île Puná et dans le détroit de Jambelí, dans la province d'El Oro.

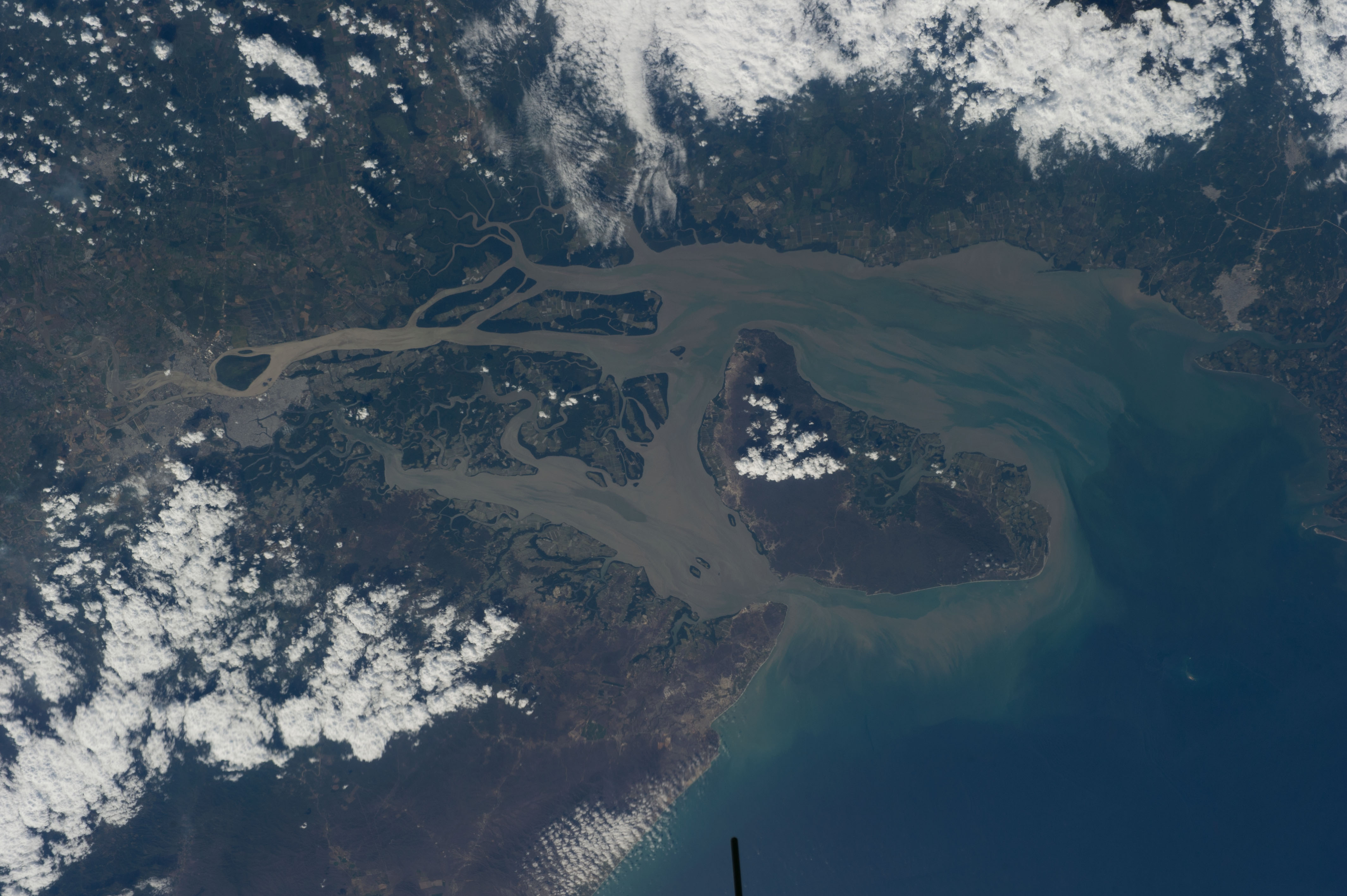
Vue de la rivière de Guayas.

### Bassin versant
Le Guayas a le plus vaste bassin versant d'Amérique du Sud à l'ouest des Andes, d'une superficie de 34 500 km2. Il s'étend dans neuf provinces : Los Ríos, Guayas, Bolívar, Manabí, Cañar, Pichincha, Azuay, Chimborazo et Cotopaxi. Le Guayas rejette dans le golfe de Guayaquil 30 millions de m2 d'eau chaque année.